# Javanechinus
Javanechinus is een geslacht van uitgestorven zee-egels uit de familie Trigonocidaridae.

## Soorten
- Javanechinus rembangensis Jeannet, 1935 † Vroeg-Mioceen, Java
- Javanechinus erbi Jeannet, 1937 † Laat-Mioceen, Madoera en Java
- Javanechinus granularis (Clark, 1945) † Mioceen, Fiji